# Comgall
São Comgall (c. 510-520 - 597/602), um dos primeiros santos irlandeses, foi o fundador e abade do grande mosteiro irlandês em Bangor, na Irlanda.

## Vida
Comgall nasceu entre 510 e 520 em Dál nAraidi, Ulster, de acordo com os anais irlandeses perto do lugar agora conhecido como Magheramorne no atual condado de Antrim. O pai de Comgall era Setna, um guerreiro picto; o nome de sua mãe era Briga. Depois de servir como soldado na juventude, foi educado com Fintan de Clonenagh e também com Finnian de Movilla, Mobhí Clárainech em Glasnevin e Ciarán de Clonmacnoise. Ele foi ordenado diácono e sacerdote pelo Bispo Lugidius, em Clonmacnoise ou Connor. Ele viveu por um tempo em Ulster, em uma ilha em Lough Erne, acompanhado por alguns amigos que seguiam uma forma severa de vida monástica. O regime era tão austero que sete companheiros morreram de frio e fome.
Com a intenção inicial de ir para a Grã -Bretanha, Comgall foi dissuadido por Lugidius, o bispo que o ordenou, a cujo conselho ele permaneceu na Irlanda para espalhar a vida monástica por todo o país. Ele fundou um mosteiro em Bangor, County Down, na costa sul de Belfast Lough, bem em frente a Carrickfergus. De acordo com os anais irlandeses, Bangor foi fundada no máximo em 552, embora James Ussher e a maioria dos escritores posteriores sobre o assunto atribuam a fundação ao ano 555. Webb o coloca em 559. Diz-se que ele governou em Bangor e outras casas mais de quatro mil monges; todos os homens religiosos eram empregados na lavoura ou outro trabalho manual. A vida nos mosteiros era muito dura. A comida era escassa e simples. Ervas, água e pão eram o costume. Até o leite era considerado uma indulgência. Em Bangor, apenas uma refeição era permitida, e só à noite. A confissão foi pública perante a comunidade. Atos severos de penitência eram frequentes. O silêncio era observado durante as refeições e também em outros horários, sendo a conversa restrita ao mínimo. O jejum era frequente e prolongado.
De acordo com a Vida de Columba de Adamnan, havia uma conexão estreita entre Comgall e Columba, embora não pareça haver autoridade suficiente para afirmar que Comgall foi discípulo de Columba em qualquer sentido estrito. Comgall era amigo de Brendan, São Cormac, Cainnech de Aghaboe e Finnian de Movilla. Acredita-se que entre os monges treinados por Comgall em Bangor, estavam Columbanus de Luxeuil-les-Bains (21 ou 23 de novembro) e Saint Moluag (25 de junho).
Após um período de intenso sofrimento, Comgall recebeu a Eucaristia de São Fiacre e morreu no mosteiro de Bangor. O ano de sua morte foi 602, de acordo com os Anais de Tigernach e Chronicon Scotorum, ou 597, de acordo com os Anais de Inisfallen. Suas relíquias, que foram mantidas em Bangor, foram espalhadas durante os ataques vikings em 822.

## Função
Comgall pertencia ao que é conhecido como a Segunda Ordem dos Santos Irlandeses. Eles floresceram na Igreja Irlandesa durante o século VI. Em sua maioria, foram educados na Grã-Bretanha ou receberam treinamento daqueles que cresceram sob a influência das escolas britânicas. Eles foram os fundadores das grandes escolas monásticas irlandesas e contribuíram muito para a difusão do monaquismo na Igreja irlandesa. O Antifonário de Bangor do século VII afirmava que Comgall era "estrito, santo e constante"; e chegou até nós uma Regra de São Comgall em irlandês, mas a evidência não nos justificaria dizer que, como está no momento, poderia ser atribuída a ele. O fato, entretanto, de Columbanus, um discípulo de Comgall e ele próprio um monge de Bangor, elaborou para seus mosteiros continentais uma Regula Monachorum nos levaria a acreditar que houvesse uma organização semelhante em Bangor em seu tempo. Isso, porém, não é conclusivo, uma vez que Columbano pode ter se inspirado na Regra Beneditina, então amplamente difundida na Península Ibérica.
São Comgall é mencionado em "Life of Columbanus" por Jonas, como o superior de Bangor, sob o qual São Columbano havia estudado. Ele também é mencionado em 10 de maio, seu dia de festa no "Felire" de Óengus de Tallaght publicado por Whitley Stokes para a Henry Bradshaw Society (2ª ed.), E seu nome é comemorado no Stowe Missal (MacCarthy), e no Martirológio de Tallaght.